# Quand je ne chante pas
Vous lisez un « bon article » labellisé en 2017.
Singles de Lara Fabian
Make Me Yours Tonight
(2014) Ma vie dans la tienne
(2015)
Pistes de Ma vie dans la tienne
Ma vie dans la tienne
(2)
Quand je ne chante pas est le premier single issu du douzième album studio Ma vie dans la tienne de la chanteuse belgo-canadienne Lara Fabian. Composée par Fabian et David Gategno du duo David et Jonathan, la chanson fait suite au choc acoustique subi par la chanteuse lors de sa précédente tournée et qui la plonge dans le silence pendant une dizaine de mois. Les paroles écrites par Élodie Hesme et Fabian parlent de la période suivant le choc, lui permettant de se recentrer sur elle-même et sur ce qu'elle est lorsqu'elle ne chante pas.
La presse salue le retour de la chanteuse au travers de ce titre. Cependant, Quand je ne chante pas n'est pas plébiscité par les radios et reçoit un accueil commercial limité.
Le vidéoclip accompagnant le single est réalisé par le duo Pomsé & Pomvé. Ce dernier est tourné en plan-séquence. Il montre Lara Fabian évoluer dans un décor en carton-pâte sur des scènes de son quotidien et dans un esprit naïf, rappelant celui du réalisateur français Michel Gondry.

## Genèse
La chanson s'inspire de la période qui a contraint Lara Fabian au repos et au silence, des suites d'un grave choc acoustique. En effet, la chanteuse connait un premier choc auditif en mai 2013 sur un plateau télé où elle reçoit un fort signal de 1 kHz à travers son moniteur In-Ear, puis un second en concert en octobre 2013 à Dijon, l'obligeant respectivement à suspendre, puis à annuler sa tournée,. Elle ne peut alors plus entendre que des sons de basses fréquences, ce qui l'isole du reste du monde pendant 10 mois,. Lors d'une interview au journal de 13 h de France 2, la chanteuse explique à ce sujet : « Quand je ne chante pas, c'est la chanson où à la fois je parle de ce qui est tout simplement quand je ne chante pas et de ce qui m'habite absolument, c'est-à-dire la musique. Donc oui, le plaisir, l'élan de joie retrouvée. »
La mélodie est signée David Gategno, ancien membre du duo David et Jonathan et compositeur pour entre autres Louane, Céline Dion ou Pascal Obispo,. Quant aux paroles, elles sont d'Élodie Hesme, déjà derrière des titres de Jenifer, Florent Pagny et Céline Dion. Sur cette collaboration, la chanteuse confiera à la radio généraliste belge Bel RTL : « J'ai vraiment renoué avec une étrange sorte de seconde première fois. Comme si j'avais, grâce à David Gategno et Élodie Hesme — qui sont les deux personnes avec qui j'ai écrit l'album — retrouvé ces premiers instants, cet élan de joie fondamental qui nous aide à écrire une chanson. Où l'inspiration est en totale liberté et où elle n'est mise en jeu par aucune forme d'enjeu, aucune forme d'objectif particulier. Si ce n'est partager une histoire. »
Le single sort le 15 juin 2015 sous format numérique. En outre, un format vinyle de Quand je ne chante pas contenant la version instrumentale, a cappella et single de la chanson est présent dans l'édition limitée de l'album Ma vie dans la tienne.

## Composition
Quand je ne chante pas est une ballade pop de tempo moyen accompagnée au piano, rappelant les sonorités des débuts de l'artiste,. Les paroles font écho à la période suivant le choc auditif de la chanteuse, lui permettant de se recentrer sur elle-même et de s'ouvrir au monde comme avec « Quand je ne chante pas / Je me branche sur la Terre / Même si le ciel se rit de moi / Chanter, c'est tout ce que je sais faire ». Lara Fabian se présente alors comme n'importe quelle femme, notamment lors du refrain « Quand je ne chante pas / Je suis comme vous / Je suis comme ça / Une épouse, une mère / Une femme ça doit tout savoir faire ». D'autre part, les paroles évoquent brièvement le drame vécu par la chanteuse en lui-même avec « Quand l'écho du silence est votre seul allié / c'est l'ennemi qui danse pendant que vous pleurez ».

## Accueil
Pour Jonathan Hamard de Charts in France, le titre possède une « mélodie efficace » et les paroles rappellent à certain moments « avec une note féministe que la musique n'est pas qu'une simple passion ». Cependant, lors d'un passage en revue de l'ensemble de Ma vie dans la tienne, il fait figurer Quand je ne chante pas parmi les chansons les moins réussies de l'album, qualifiant le single d'« un peu désuet ». Edouard Riaud de Public Ado qualifie la chanson de « légère et acidulée », développant « Quand je ne chante pas prouve que Lara Fabian souhaite laisser ses soucis derrière elle. Mais elle a tiré une leçon de l'épreuve qu'elle vient de traverser puisque dans ce nouveau single elle parle de tous les petits bonheurs quotidiens, ceux qui au final, égayent la vie. » Marion Dalle, d'aufeminin, parle d'« un titre entraînant dédié aux fans de la chanteuse ».  Enfin, pour Thomas Montet de PurePeople, la chanson est « une ode à la vie qui cherche à montrer que Lara Fabian va beaucoup mieux après les épreuves traversées ».
Le titre n'est pas plébiscité par les radios. Il débute dans l'Ultratip Bubbling Under wallon du 20 juin 2015 à la 39e place, avant de faire une apparition d'une semaine dans les classements français et wallon respectivement aux 44e et 22e places le 27 juin 2015, avec 1 000 ventes pour la France,,.

## Clip vidéo
Réalisé par le duo Pomsé & Pomvé de Left Productions, le clip vidéo associé à la chanson est tourné en plan-séquence et montre Lara Fabian seule face à la caméra quittant la scène pour se plonger dans son quotidien au cinéma ou en lisant du Marc Levy sur un banc,,. La chanteuse évolue dans un décor en carton-pâte avec des effets visuels qui donnent une impression de film d'animation et dans lequel les saisons et les situations évoluent continuellement. Pour ce clip, Lara Fabian souhaitait qu'il soit original, qu'il reflète le lien entre son métier et la vie de tous les jours, et qu'il ne soit pas narratif. La solution trouvée a été de faire comme si elle était dans un rêve éveillé, en la voyant parcourir de décors en décors différentes scènes de sa vie personnelle avec un esprit naïf, un peu enfantin, rappelant celui de Michel Gondry. L'univers est intégralement conçu afin qu'il se marie à celui de la chanson. Tous les éléments ont été découpés, peints, redessinés par-dessus la peinture, puis assemblés sur une durée de 3 semaines. Lors de la scène des quatre saisons, le fond n'étant pas suffisamment neutre pour être transformé à l'aide d'un jeu de lumière, des astuces ont été trouvées pour visualiser les changements de saison : entre autres, un accessoiriste actionne un décor changeant la petite colline verte en avant-plan en colline blanche pour l'hiver, deux techniciens sur un ventilateur projettent des feuilles mortes pour l'automne et, pour l'hiver encore, un technicien s'occupe de faire tomber de la neige au-dessus de la caméra à l'aide d'un tamis. Un making-of du clip est disponible sur l’édition collector CD + DVD de l'album Ma vie dans la tienne.

## Versions
| 1. | Quand je ne chante pas | 3:38 |

## Crédits
- Chœurs – David Gategno, Lara Fabian
- Bass – Laurent Vernerey
- Chef d'orchestre – Stanislas Renoult
- Batterie – Jean-Philippe Fanfant
- Guitare – David Gategno, Michel Aymé
- Synthétiseurs, programmé par, arrangé par – David Gategno, Quentin Bachelet
- Piano, arrangé par [cordes] – Quentin Bachelet
- Écriture – David Gategno, Élodie Hesme, Lara Fabian

Crédits issus de l'album Ma vie dans la tienne.

## Classements hebdomadaires
| Classement (2015)                       | Meilleure position |
| --------------------------------------- | ------------------ |
| Belgique (Wallonie Ultratop 50 Singles) | 22                 |
| France (SNEP)                           | 44                 |
| France (SNEP Téléchargement)            | 44                 |